# Jules Brévié
Jules Brévié, né à Bagnères-de-Luchon le 12 mars 1880, et, mort le 29 juillet 1964 à Talizat, est un administrateur colonial, gouverneur général de l'Afrique-Occidentale française (AOF) et de l'Indochine française, également ministre de Pierre Laval.
Passionné d'histoire et d'ethnologie, ce fut le promoteur d'une approche « scientifique » de la colonisation.

## Biographie

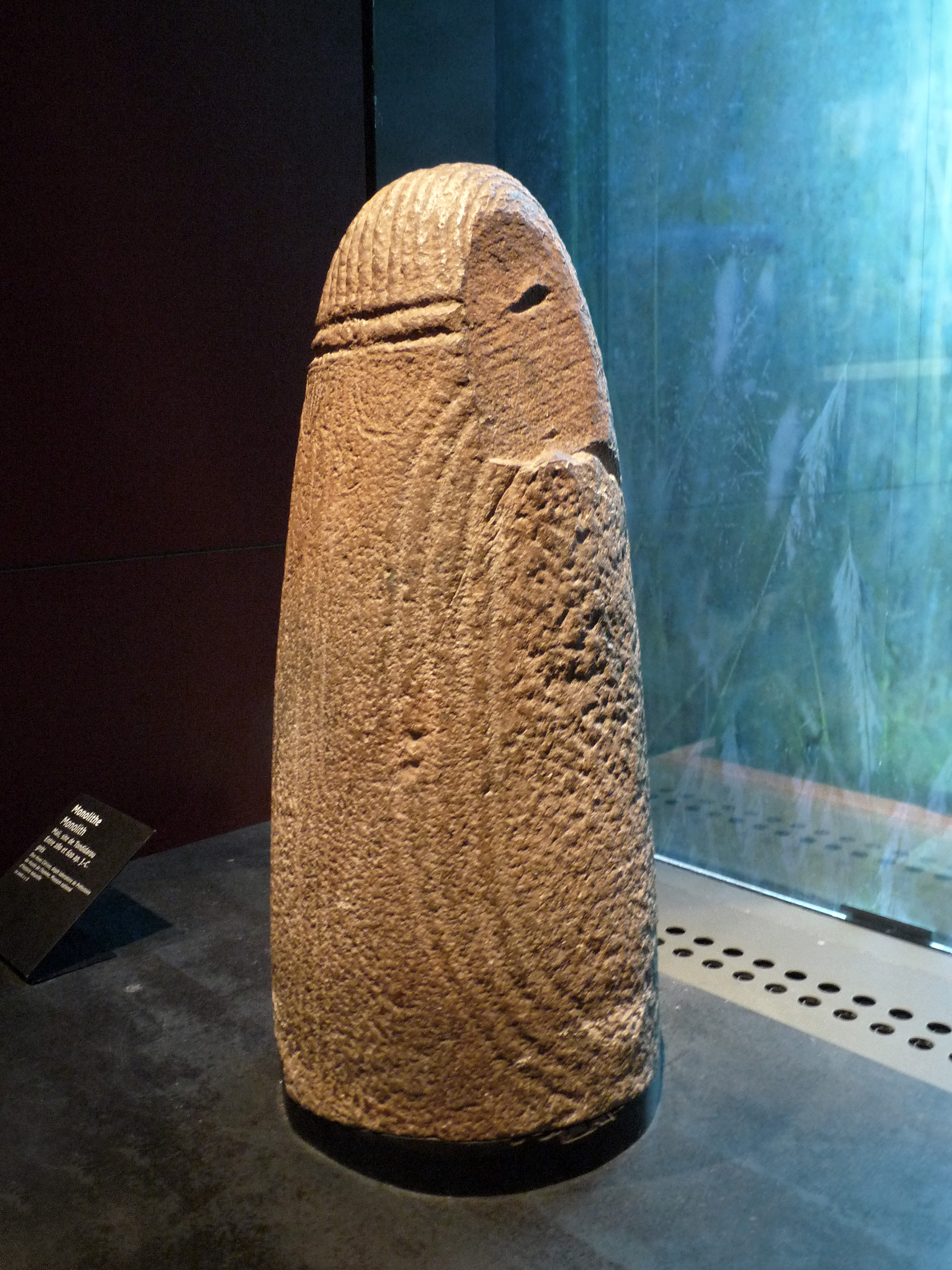
Monolithe de Tondidarou (Musée du quai Branly).

Commandant du cercle de Bamako au Soudan français, il découvre en 1904 un important site archéologique, celui des mégalithes de Tondidarou, près de Niafunké.
De 1922 à 1929 il est le premier lieutenant-gouverneur du Niger. Française depuis 1922, la colonie connaît pendant cette période une relative prospérité, avec le développement de l'agriculture et de l'éducation. À son départ, l'intérim est assuré par Jean-Baptiste Robert Fayout avant l'arrivée d'Alphonse Choteau. Brévié passe au poste de gouverneur de Côte d'Ivoire en 1929.

Succédant à Jules Carde, il est gouverneur général de l'AOF du 15 octobre 1930 au 27 septembre 1936. Déjà l'auteur de plusieurs travaux historiques et ethnographiques, il plaide pour une vision scientifique de la colonisation :
« La mise en valeur des colonies pose des problèmes généraux et techniques d'une ampleur telle que pour les embrasser et les résoudre, il ne faut plus seulement s'abandonner aux solutions inspirées des circonstances, se livrer au génie de l'improvisation, aux initiatives trop libres de l'empirisme. La colonisation devient affaire de méthode, de calcul, de prévision, et pour tout dire, de science. »
En août 1936, par l'arrêté no 1945/E, il crée l'IFAN (Institut français d'Afrique noire, qui prendra le nom d'Institut fondamental d'Afrique noire), dont le premier poste de secrétaire général est occupé par Théodore Monod à partir de juillet 1938. La principale mission de l'IFAN consiste à mettre en œuvre une « étude scientifique » de l'Afrique noire en général, et de l'AOF en particulier.
Déjà chevalier de la Légion d'honneur en 1920, puis officier en 1929, et commandeur en 1933, il est promu grand officier en 1938.
Alors que Marcel de Coppet lui succède à la tête de l'AOF, Jules Brévié est ensuite nommé, par le gouvernement de front populaire, gouverneur d'Indochine en Septembre 1936, un poste qu'il occupera jusqu'au 23 août 1939. À son retour, il demande et obtient sa mise à la retraite.
Du 18 avril 1942 au 26 mars 1943, il est secrétaire d'État aux colonies dans le Gouvernement de Pierre Laval et obtient notamment la fondation d'un Office de la recherche scientifique coloniale,qui sera effectivement institué à Paris par la loi du 11 octobre 1943.

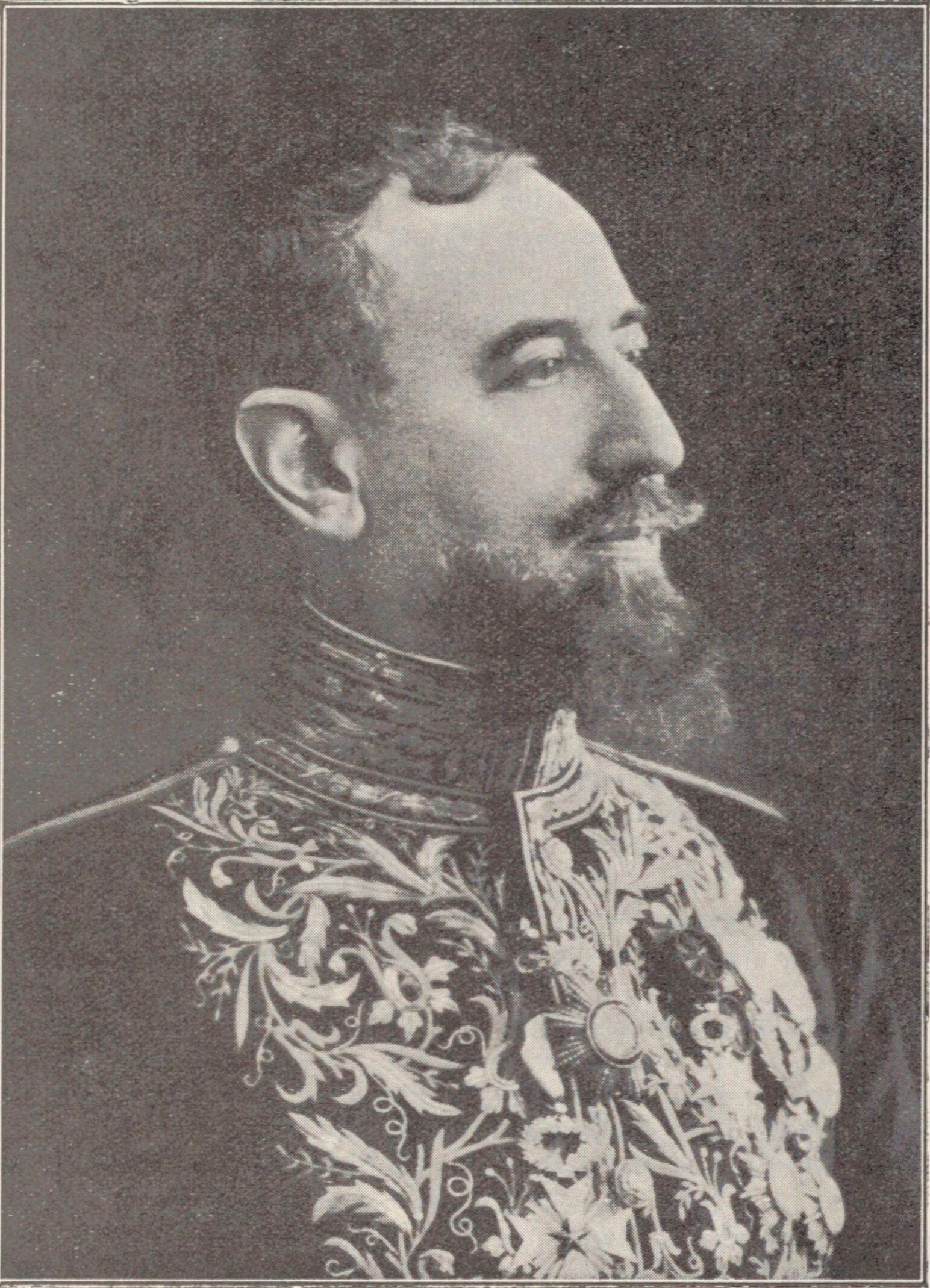
Jules Brévié le 1 octobre 1936.

De juillet 1943 au 5 décembre 1944, date de fermeture de l'ambassade, il est ambassadeur de France en Hongrie.
Il a été décoré de l'ordre de la Francisque.
Pour avoir appartenu au gouvernement de Vichy, il est condamné, en mars 1947, par la Haute Cour de justice à dix ans de prison et à la dégradation nationale à vie. Il est amnistié par décret du 15 avril 1954.
Brisé par ses années d'emprisonnement, il meurt à 84 ans le 29 juillet 1964 dans le village de Pierrefitte qui se situe sur la commune de Talizat dans le Cantal.
Il a été membre de l'Académie des sciences d'outre-mer.

## Publications
- Monographie du cercle de Bamako, 1904
- Islamisme contre naturisme au Soudan français : essai de psychologie politique coloniale (Préface de Maurice Delafosse), Leroux, Paris, 1923
- Trois études de M. le gouverneur général Brévié (« Communication faite le 13 octobre 1935 à l'Académie des sciences coloniales en présence de M. Albert Lebrun » ; « Colonisation » ; « Science et colonisation »), Imprimerie du gouvernement général de l'AOF, Dakar, 1936
- Hommage à la colonisation portugaise, Institut Français au Portugal, Lisbonne, 1940.
- Préface de Rêves d'un campagnard annamite, de Tran Van Tung, Mercure de France, 1940, 192 p.

## Distinctions
- Ordre de la Francisque

## Hommages
Une avenue porte son nom à Niamey (Niger).